# Saddiq Bey
Saddiq Bey (ur. 9 kwietnia 1999 w Charlotte) – amerykański koszykarz, występujący na pozycji niskiego skrzydłowego, obecnie zawodnik Atlanty Hawks.
9 lutego 2023 trafił do Atlanty Hawks w wyniku wymiany.
10 lipca 2024 podpisał kontrakt o wartości 20 milionów dolarów z Washington Wizards.

## Osiągnięcia
Stan na 12 lutego 2023, na podstawie, o ile nie zaznaczono inaczej.
NCAA
- Uczestnik rozgrywek turnieju NCAA (2019)
- Mistrz:
  - turnieju konferencji Big East (2019)
  - sezonu regularnego konferencji Big East (2019, 2020)
- Laureat nagród:
  - Julius Erving Award (2020)[5]
  - Robert V. Geasey Trophy (2020)[6]
- Zaliczony do I składu:
  - Big East (2020)
  - najlepszych pierwszorocznych Big East (2019)
  - składu honorable mention All-American (2020 przez Associated Press)
- Najlepszy pierwszoroczny zawodnik kolejki Big East (18.02.2019)

NBA
- Zaliczony do I składu debiutantów NBA (2021)[7]
- Finalista miniturnieju Clorox Rising Stars (2022)[8]